# Зилт
Зилт је највеће севернофризијско острво у Северном мору. Протеже се у правцу север-југ од шлезвиг-холштајнске и данске обале Северног мора. Најсеверније немачко острво познато је пре свега по својим лечилиштима Вестерланд, Кампен и Венингштет, по распрострањеном нудистичком купању и по отприлике 40 километара дугачкој западној плажи.  

## Географија

### Географски положај
Са 99,14 2, Зилт је четврто по величини острво у Немачкој после Ригена, Узедома и Фемарна и највеће немачко острво у Северном мору. Зилт се налази између 9 и 16  од копна, са којим је од 1927. године повезано преко 11 километара дугачком браном Хинденбург. Југоисточно од Зилта су острва Амрум и Фохр, а на северу је данско острво Реме. Острво Уторн се налази близу северног врха Зилта.

### Климатски услови
Зилт има поморску климу на коју утиче Голфска струја. Зимски месеци су обично нешто блажи него на суседном копну, са просечном температуром од око 2 °, док су летњи месеци нешто свежији са просечно 17 °, упркос дужим сунчаним периодима. У просеку, Зилт има 4,6 сунчаних сати сваког дана. 
Средња годишња температура износи 8,7 °. Просечан годишњи ветар дува брзином од 6,7  претежно западних праваца. Годишња количина падавина је око 7,34  и 747 .

## Привреда
Данас Зилт има преко 60000 кревета за госте и 870000 гостију годишње са 6,51 милиона ноћења, доносно просечно 7,50 ноћења по госту (од 2014. године). Лети је на острву сваког дана око 150000 људи. У периоду између јануара и марта и између октобра и децембра регистровано је 29% укупних ноћења.
Оно што је значајно на Зилту је велика густина ресторана са врхунском гастрономском понудом. Три ресторана имају Мишелин звездице.
Недостаци туризма на Зилту су све веће затварање подручја због нових зграда, велики обим саобраћаја због великом броја аутомобила довезених на острво и поремећаји у природи и уточиштима за птице. Истовремено, приходи од туризма помажу у финансирању мера заштите природе.

## Саобраћај

### Путеви за Зилт
До острва се са немачког копна може доћи само возом. Железничке станице острва (од истока ка западу): Морзум, Кејтум и Вестерланд. 
Постоји веза између суседног данског острва Реме и луке у Листу, која се успоставља трајектима. Они возе до шеснаест пута дневно. 
До Зилта се може доћи преко аеродрома Зилт путем редовних и чартер веза, које су постале значајно важније од касних деведесетих година двадесетог века. Током летње сезоне постоје директни летови за и из већих немачких градова и метрополитанских подручја неколико пута дневно.

### Саобраћај на Зилту
На Зилту, као и на суседним севернофризијским острвима, дозвољен је приватни моторизовани превоз. Острво има добро развијену путну мрежу и велика паркинг места у близини плаже, од којих се нека плаћају.
Локални јавни превоз на острву обављају редовни и чартер аутобуси. Око 30 аутобуса путује до свих острвских градова на пет рута са релативно кратким циклусом. 
Бициклисти се могу ослонити на живописну и добро развијену мрежу бициклистичких стаза укупне дужине од око 200 , која опслужује све острвске заједнице. Тешко да постоји место до којег се не може доћи бициклом. 
Зилт има укупно четири луке, од којих су најсевернија у Листу и најјужнија у Хернуму јавне.